# Église Saint-Martin de Jeantes
L'église Saint-Martin de Jeantes est une église fortifiée qui se dresse sur la commune de Jeantes dans le département de l'Aisne en région Hauts-de-France.
L'église fait l'objet d'une inscription au titre des monuments historiques par arrêté du 9 juillet 1987.

## Situation
L'église Saint-Martin de Jeantes est située dans le département français de l'Aisne sur la commune de Jeantes.

## Description
L'église Saint-Martin de Jeantes a sa façade flanquée aux angles de deux tours carrées.
- - Extérieur : le clocher-donjon rectangulaire, flanqué de deux tours carrées, est en brique, matériau de presque toutes les églises fortifiées de Thiérache.
  - Intérieur : les fonts baptismaux, en pierre bleue de Tournai, datent du XIIe siècle. La particularité de l'édifice tient aussi à ses récentes peintures murales. Les 400 m2 de fresques, rappelant la facture de Modigliani et de Chagall, furent exécutées en 1962, à la demande du curé de Jeantes, par le peintre hollandais Charles Eyck.

### Galerie

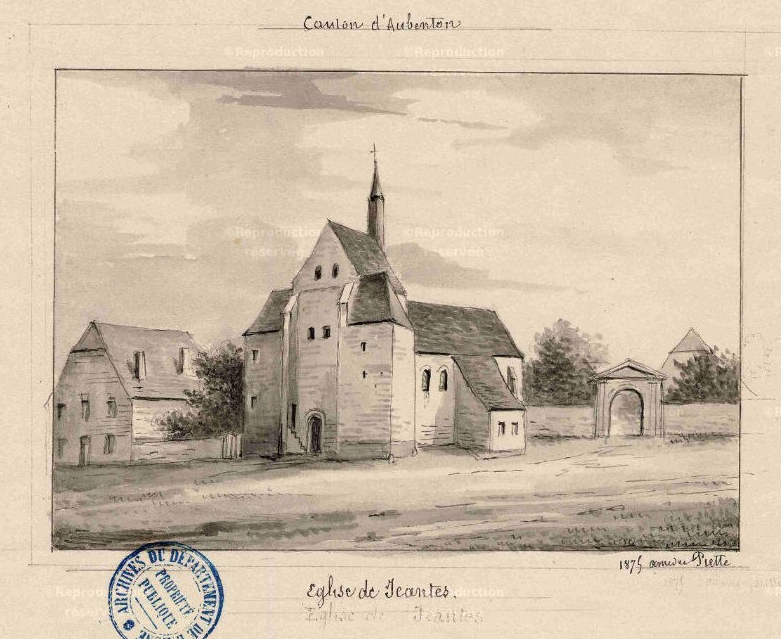
Croquis de l'église en 1875: l'édicule qui surplombe la nef a aujourd'hui disparu.
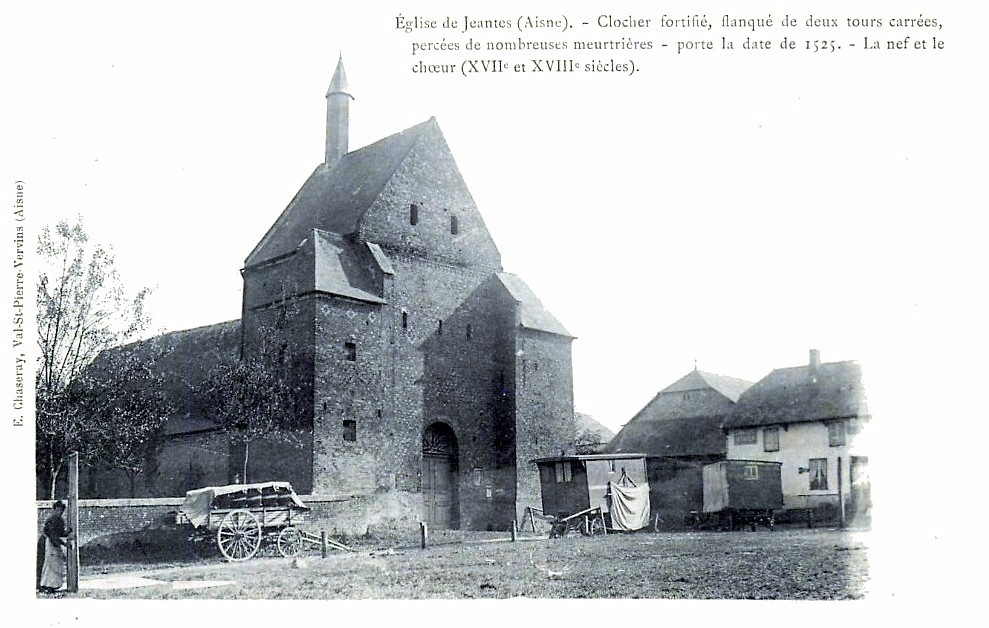
Carte postale de l'église vers 1910.
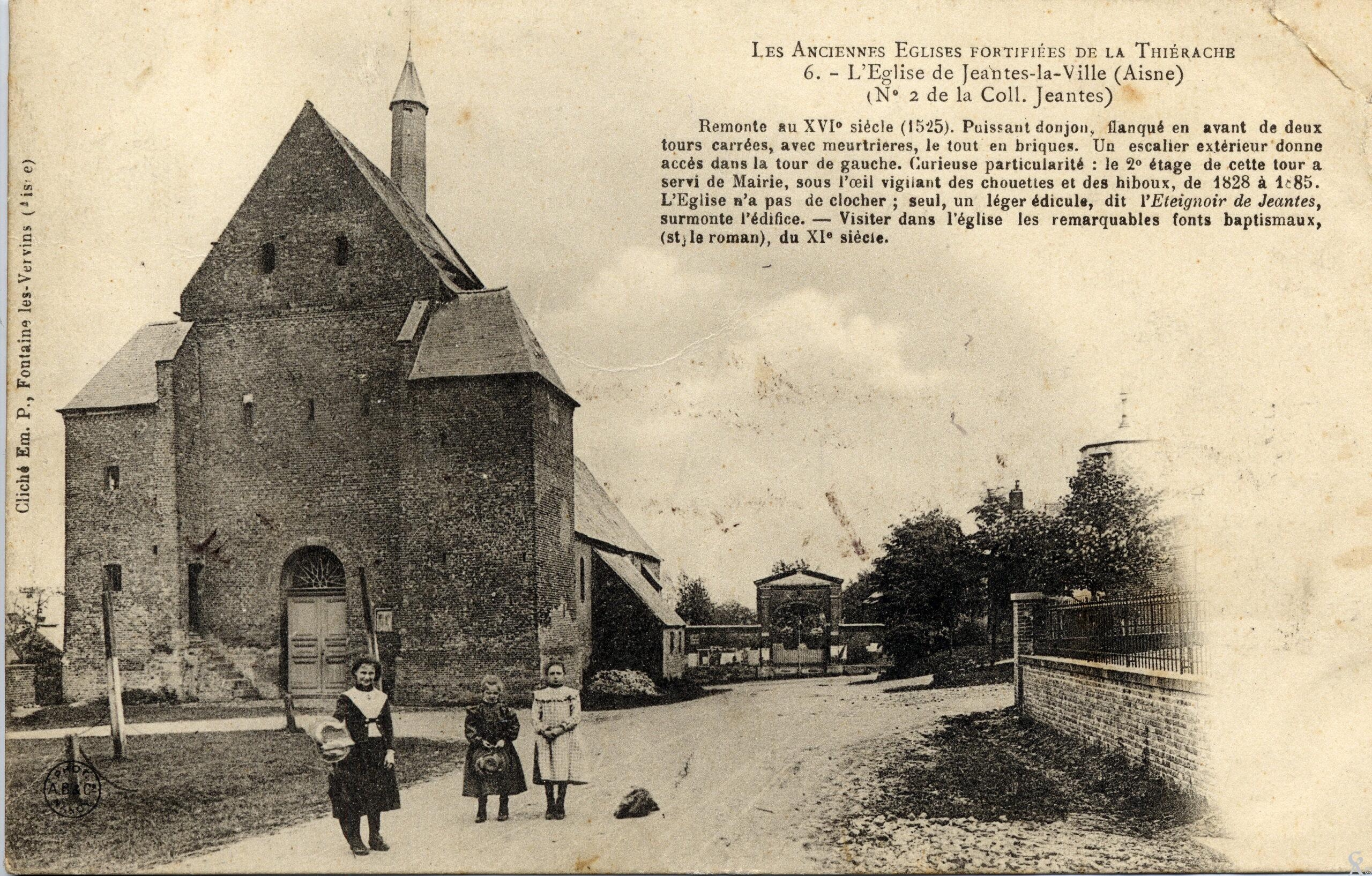
Carte postale de l'église vers 1910.

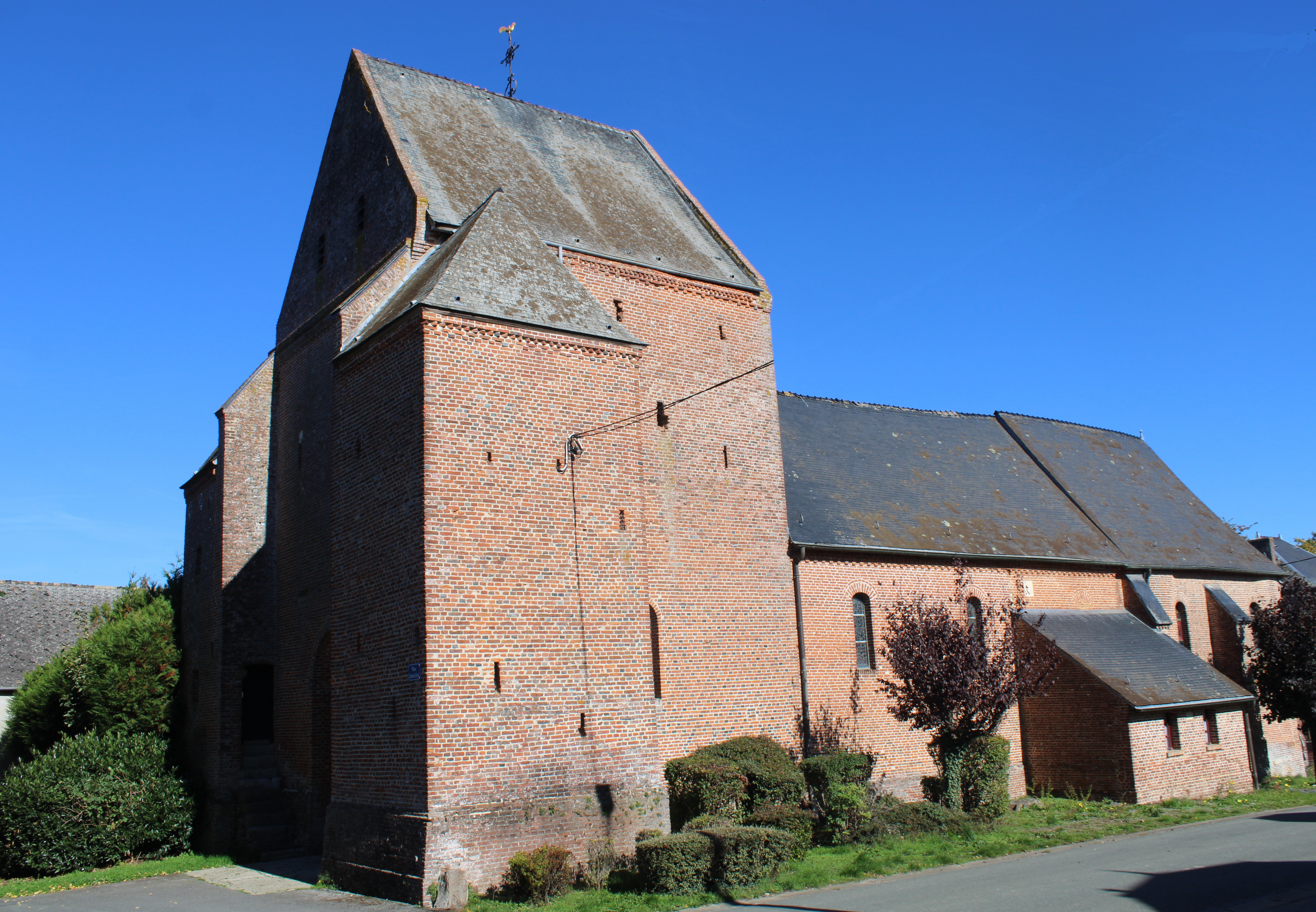
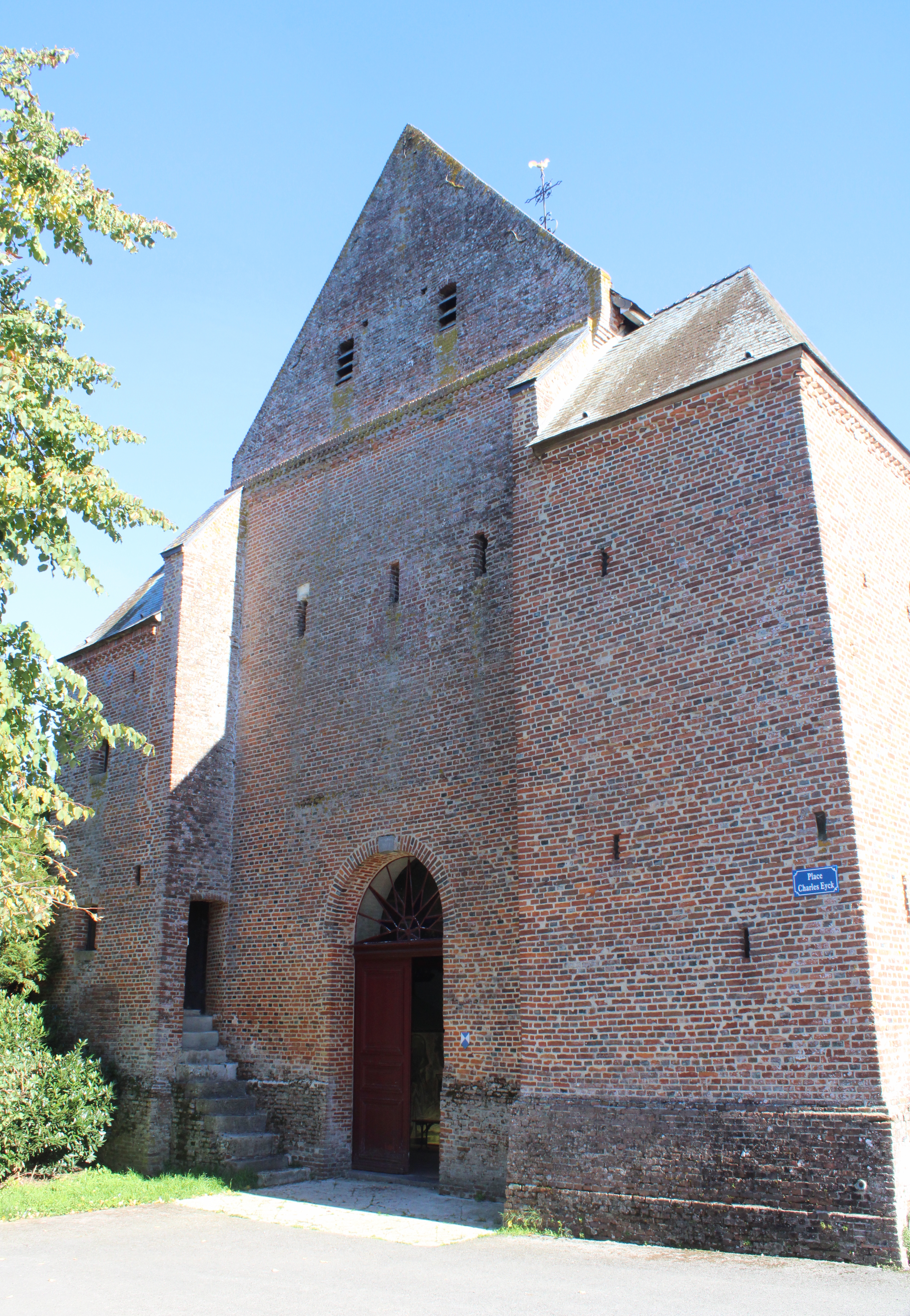
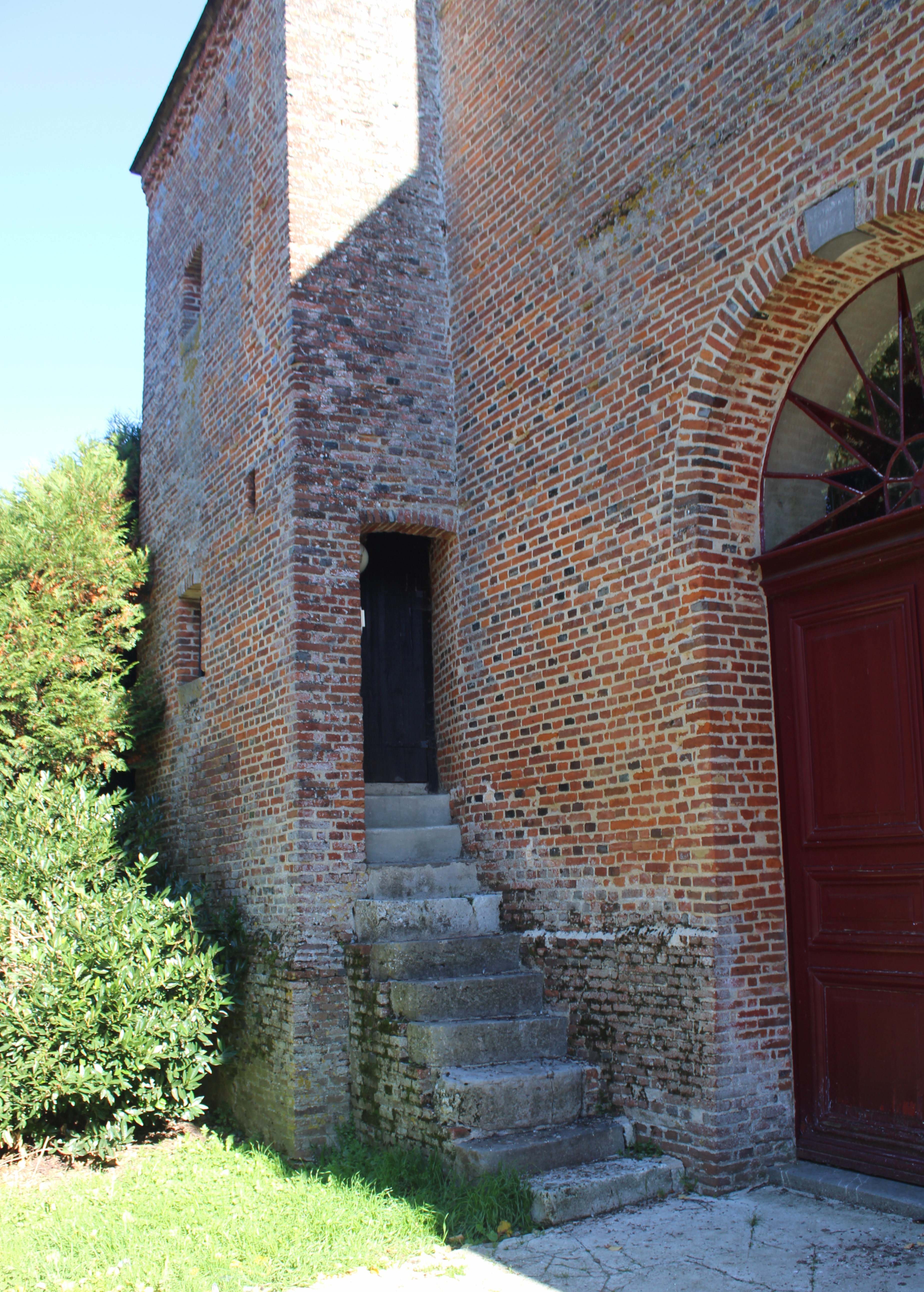
Porte permettant d'accéder à la tour nord.
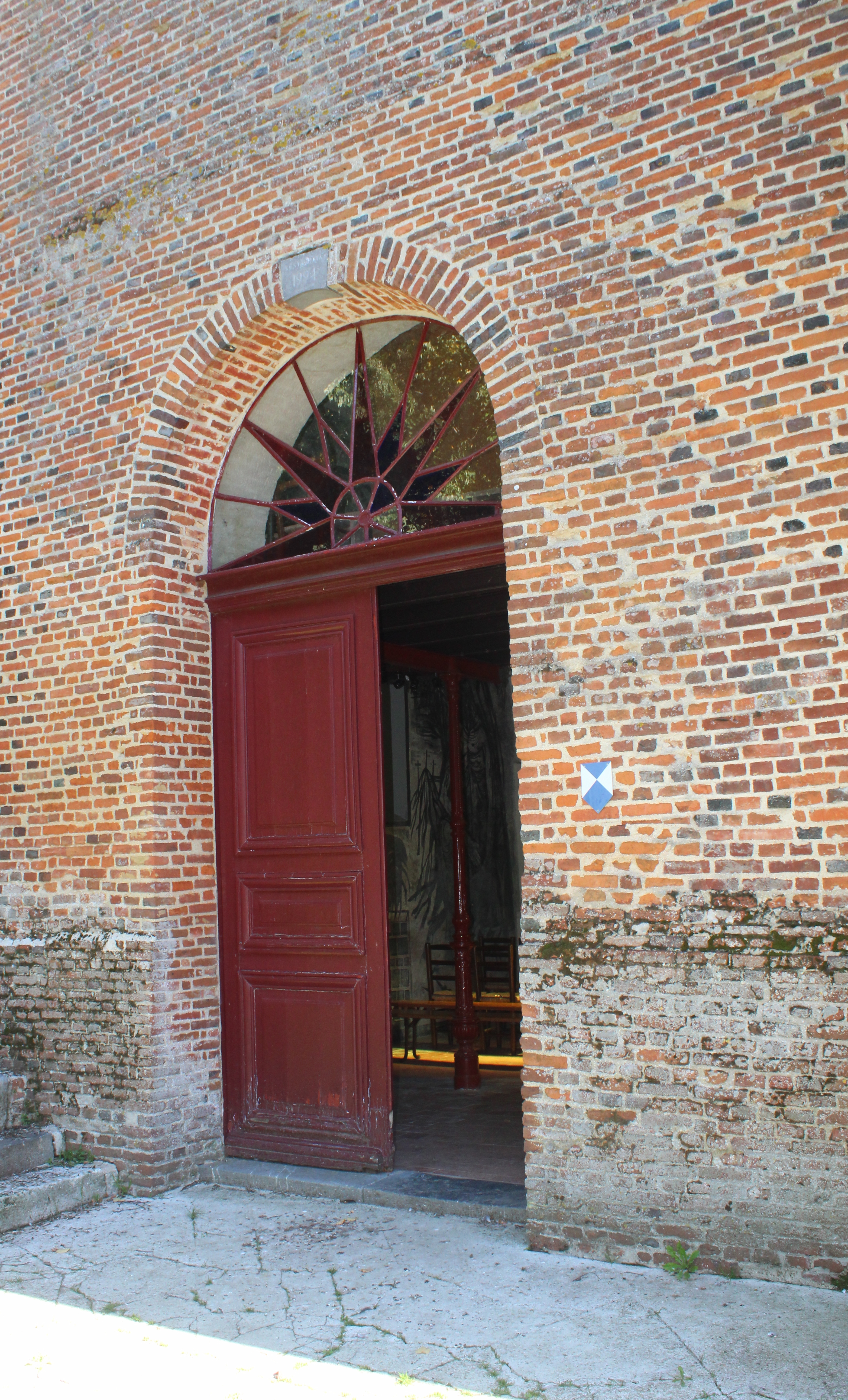
Portail.

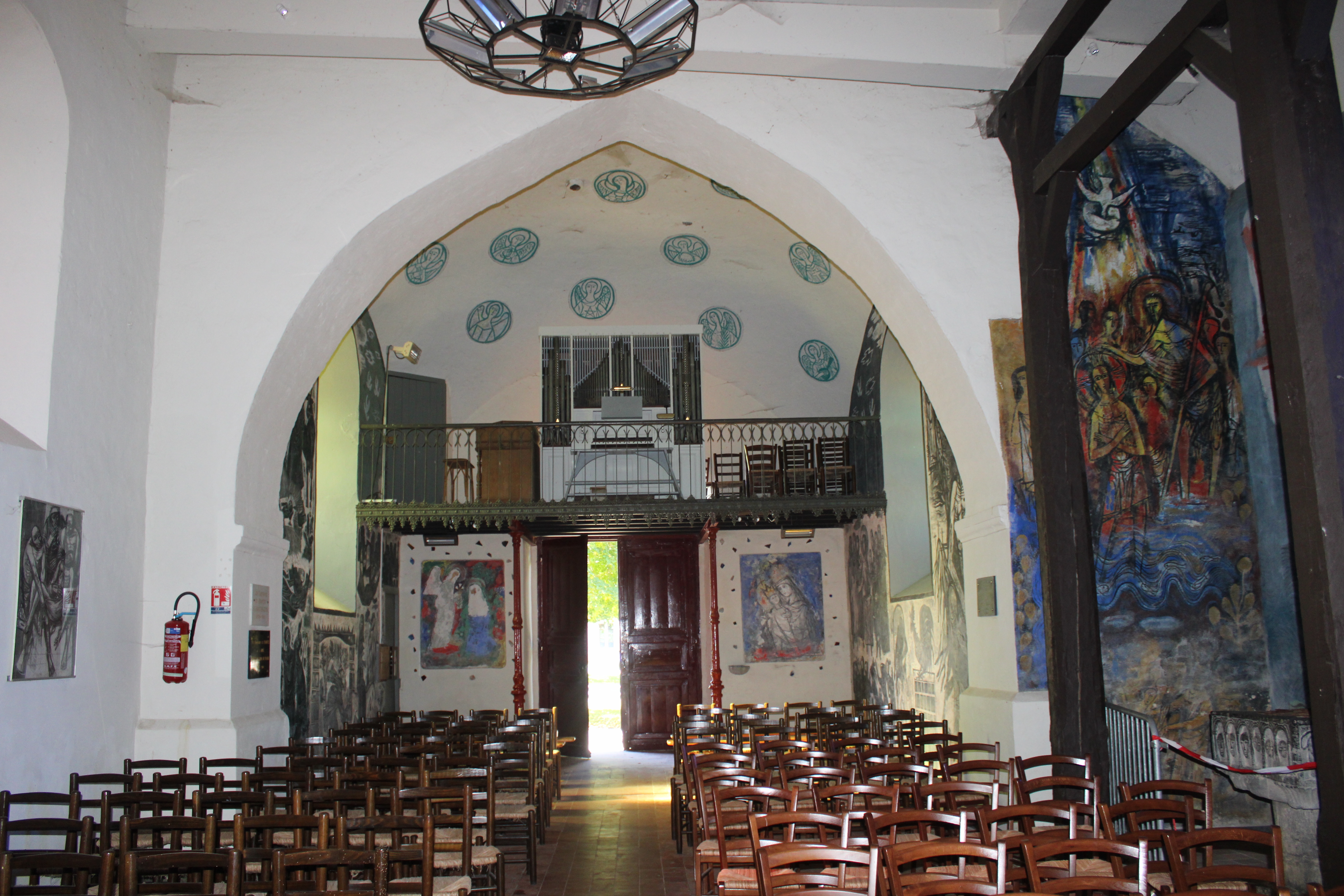
La nef côté portail.
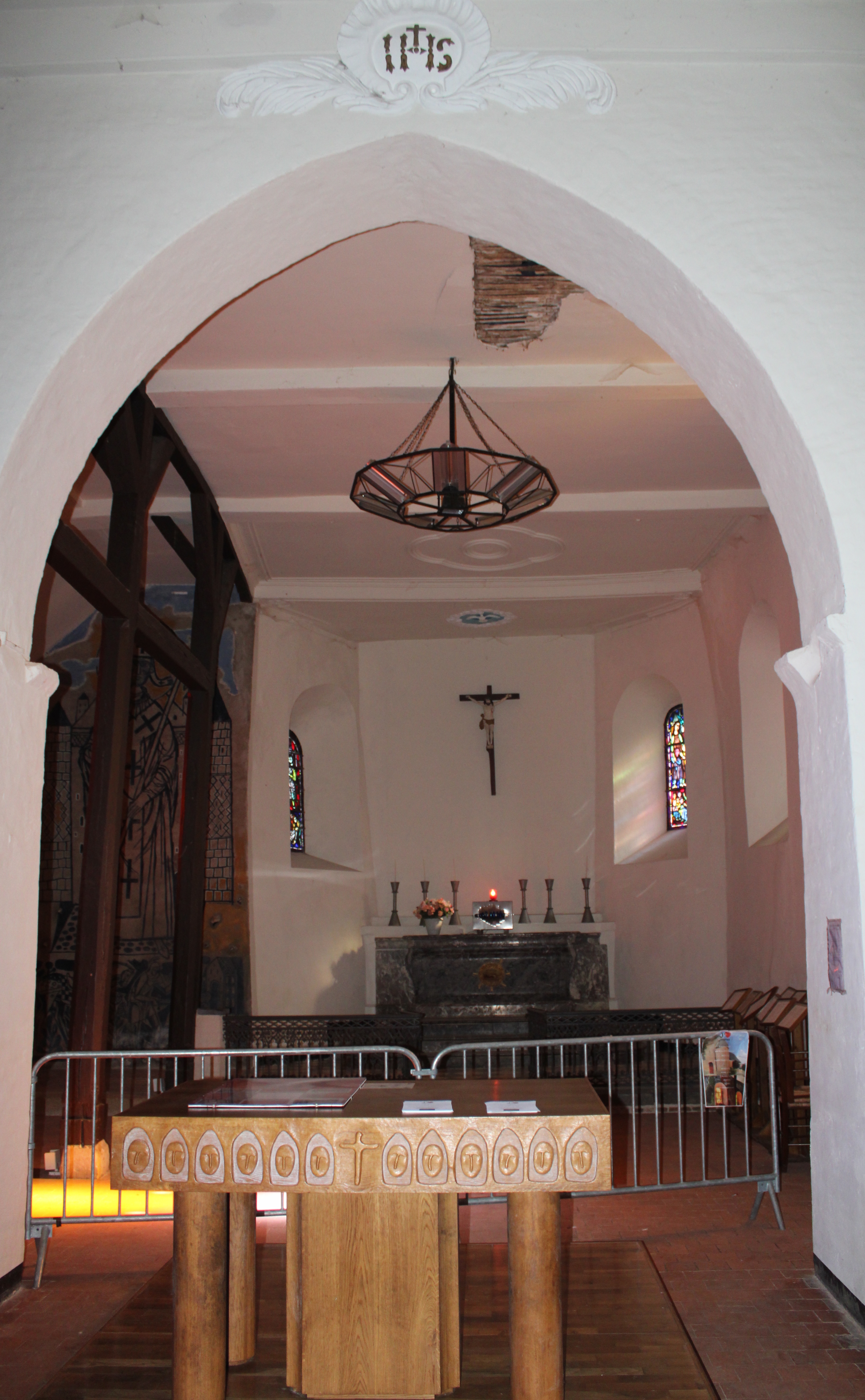
Le chœur.
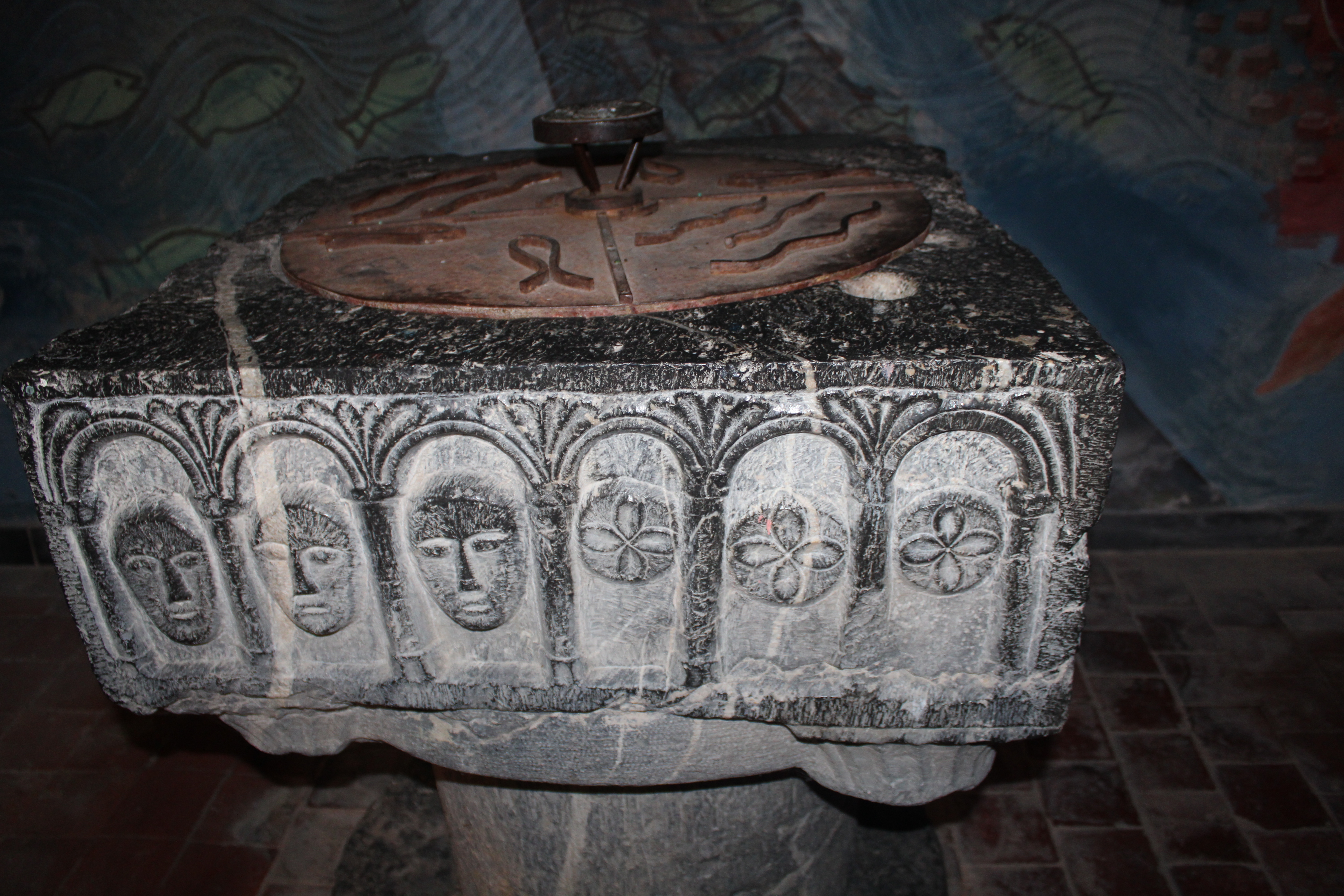
Les fonts baptismaux.
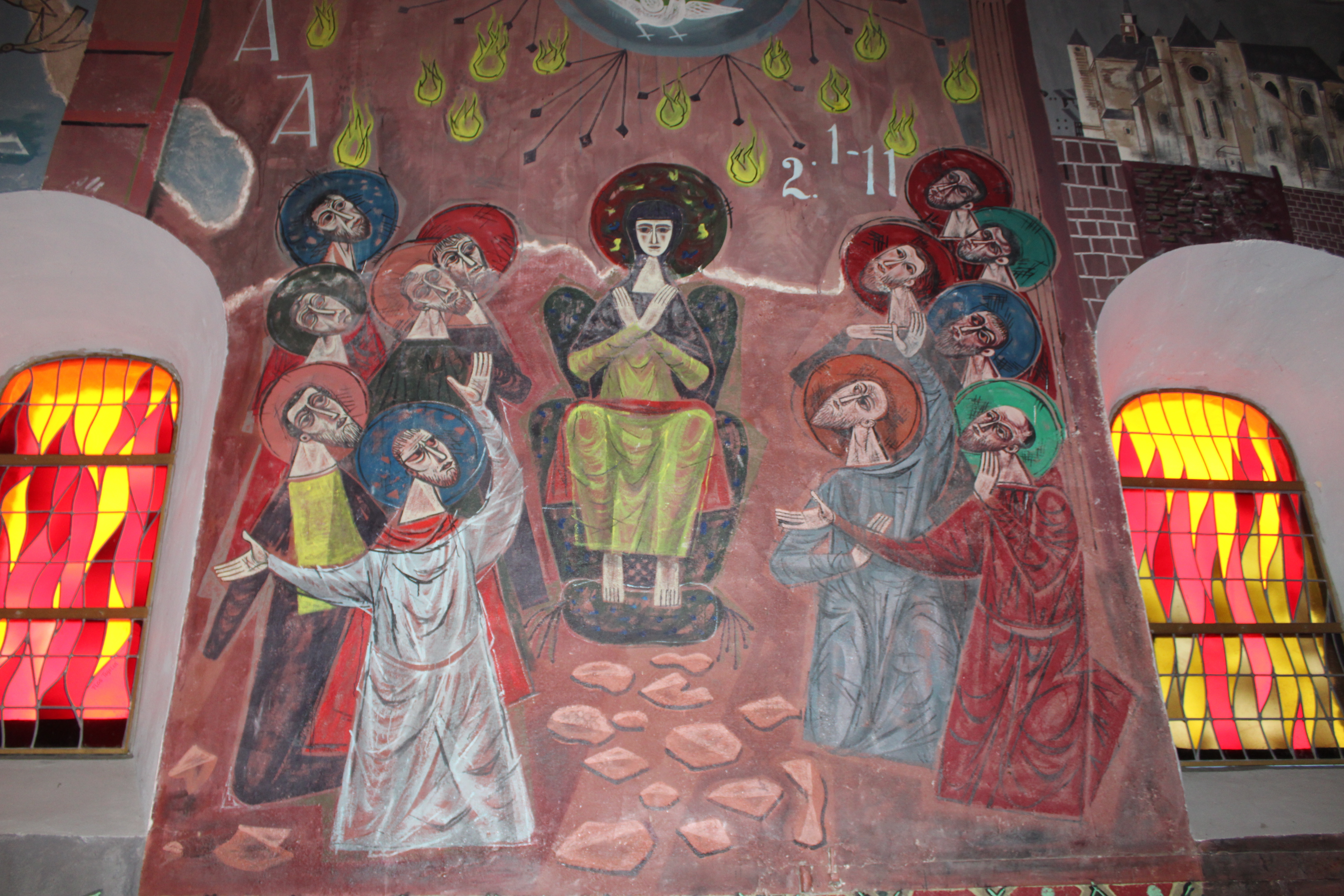
Peinture murale de Charles Eyck.
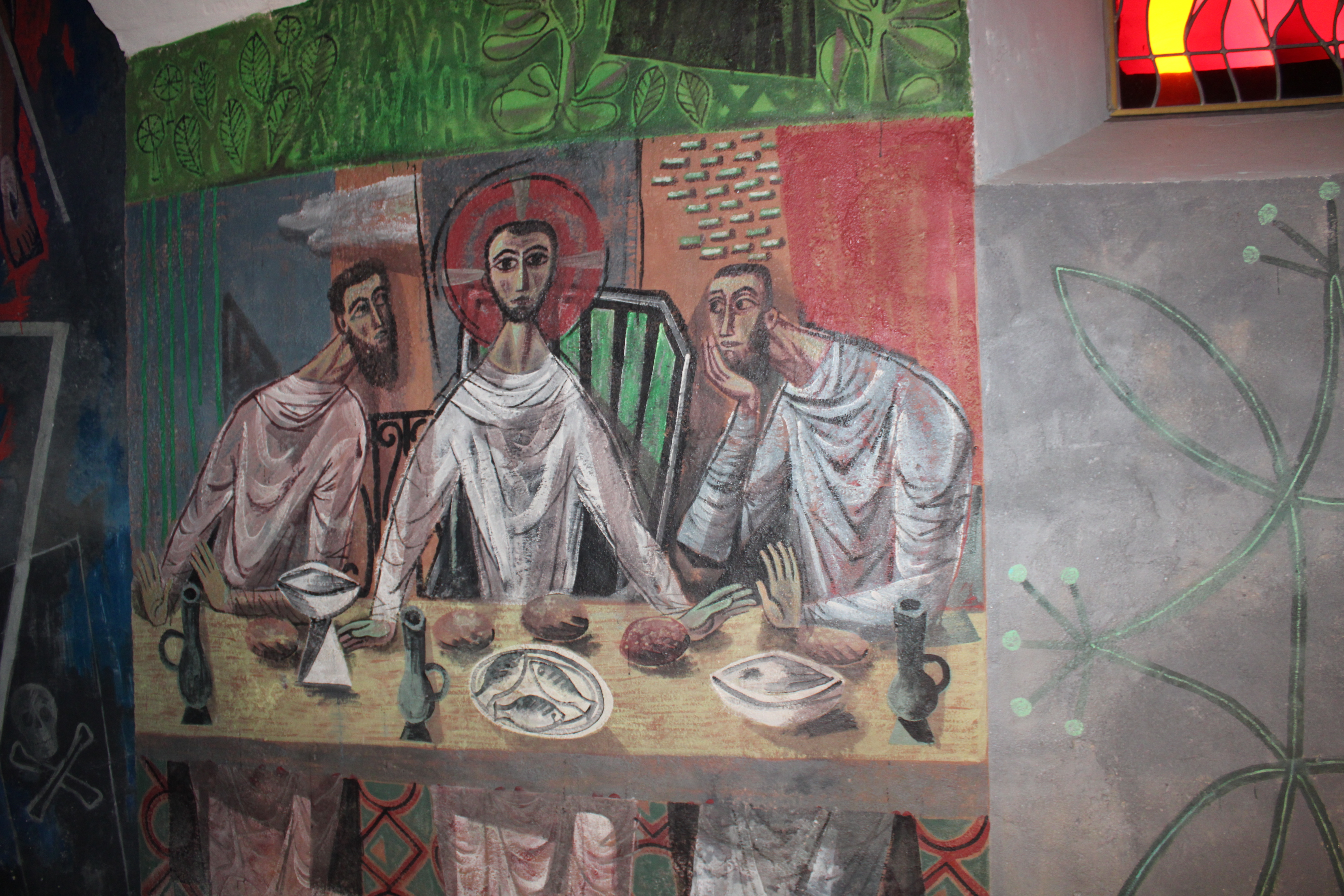
Peinture murale de Charles Eyck.
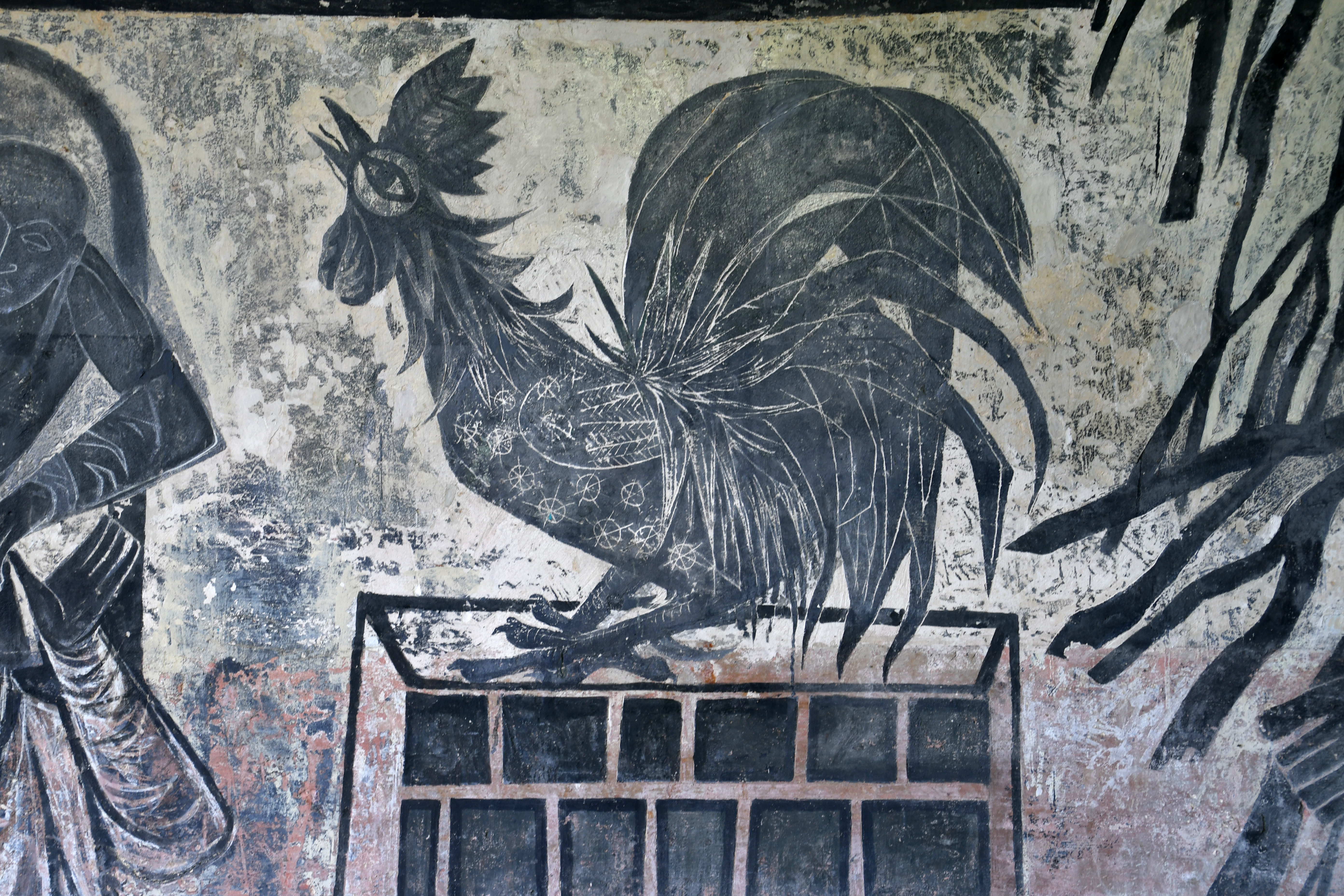
Le coq de Charles Eyck chante.